# ورونیکا سانچس
ورونیکا سانچس (اسپانیایی: Verónica Sánchez‎؛ زادهٔ ۱ ژوئیهٔ ۱۹۷۷) یک بازیگر و مجری تلویزیون اهل اسپانیا است. وی از سال ۱۹۹۶ میلادی تاکنون مشغول فعالیت بوده‌است.
از فیلم‌هایی که وی در آن‌ها نقش داشته است، می‌توان به خانواده سرانو، ۱۳ گل رز و ۱۴ آوریل، جمهوری اشاره نمود.
او تا کنون ۳ مرتبه نامزد دریافت جایزه گویا و ۱ مرتبه نامزد دریافت جایزه کیبل‌ای‌سی‌ئی بوده و یک‌بار نیز در سال ۲۰۰۹ میلادی برندهٔ «جایزهٔ اتحادیهٔ بازیگران اسپانیا» شده است.